# Malecón
Malecón – bulwar nadmorski w Hawanie, ciągnący się wzdłuż wybrzeża Zatoki Meksykańskiej na długości blisko 7 km, od fortecy La Punta na wschodzie po ujście rzeki Almendares na zachodzie. Należy do najbardziej rozpoznawalnych symboli miasta i odgrywa istotną rolę w życiu społecznym jego mieszkańców. Stanowi jedną z głównych arterii komunikacyjnych łączących stare miasto w Hawanie z położonymi na zachód dzielnicami Vedado i Miramar.
Budowę umocnionego nabrzeża i biegnącej wzdłuż niego promenady postulował w latach 60. XIX wieku kubański inżynier Francisco de Albear, jednak jego plany nie doczekały się realizacji. Pierwszy, 500-metrowy odcinek bulwaru, pomiędzy skrzyżowaniami z Paseo del Prado i Calle Crespo (najbardziej na wschód wysunięta część bulwaru), zbudowany został w latach 1901–1902, w okresie amerykańskiej okupacji Kuby. Kolejne odcinki powstawały etapami. Ostateczny kształt Malecón uzyskał w 1958 roku.
W sąsiedztwie bulwaru znajdują się m.in.: Hotel Nacional de Cuba, budynek ambasady Stanów Zjednoczonych oraz pomnik ofiar USS „Maine”.
Słowo malecón oznacza w języku hiszpańskim promenadę nadmorską (także opaskę brzegową lub falochron).